# Vézinnes
Ne doit pas être confondu avec Vézannes.
Vézinnes est une commune française située dans le département de l'Yonne en région Bourgogne-Franche-Comté.

## Géographie

### Localisation

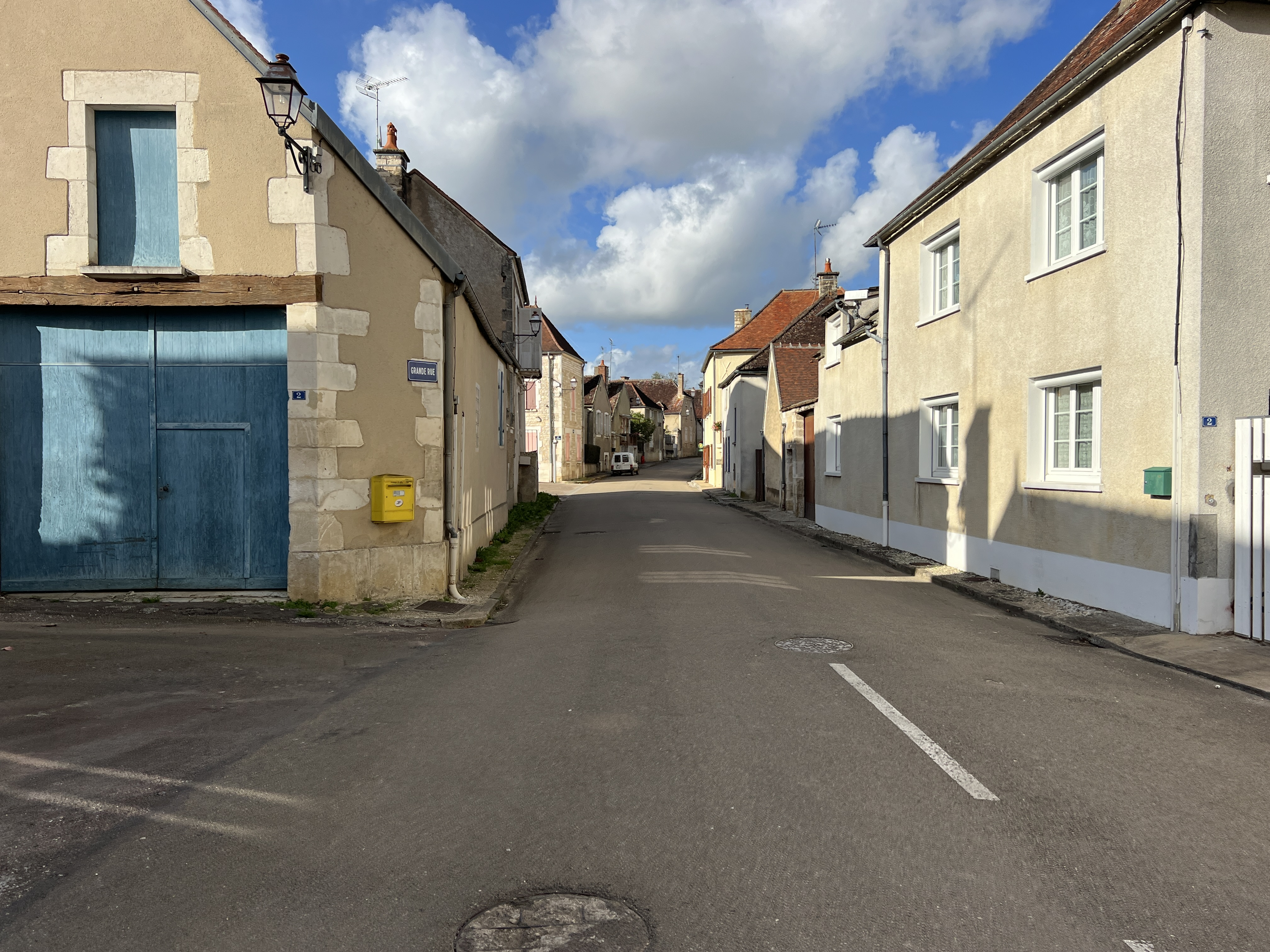
La Grande-rue.

Vézinnes est un village de Bourgogne situé à 5 km à vol d'oiseau au nord-ouest de Tonnerre, 30 km au nord-est d'Auxerre, 59 km au sud-est de Sens, 45 km au sud de Troyes, 46 km à l'ouest de Châtillon-sur-Seine et 105 km au nord-ouest- de Dijon.
La commune se trouve dans l'aire d'attraction de Tonnerre et dans le bassin de vie de cette ville, ainsi que dans la zone d'emploi.

### Communes limitrophes
Les communes limitrophes sont  Bernouil, Cheney, Dannemoine, Junay, Roffey, Tronchoy et Vézannes.

### Géologie et relief
La superficie de la commune est de 6,30 km2 ; son altitude varie de 126  à   XX274X mètres.

### Hydrographie

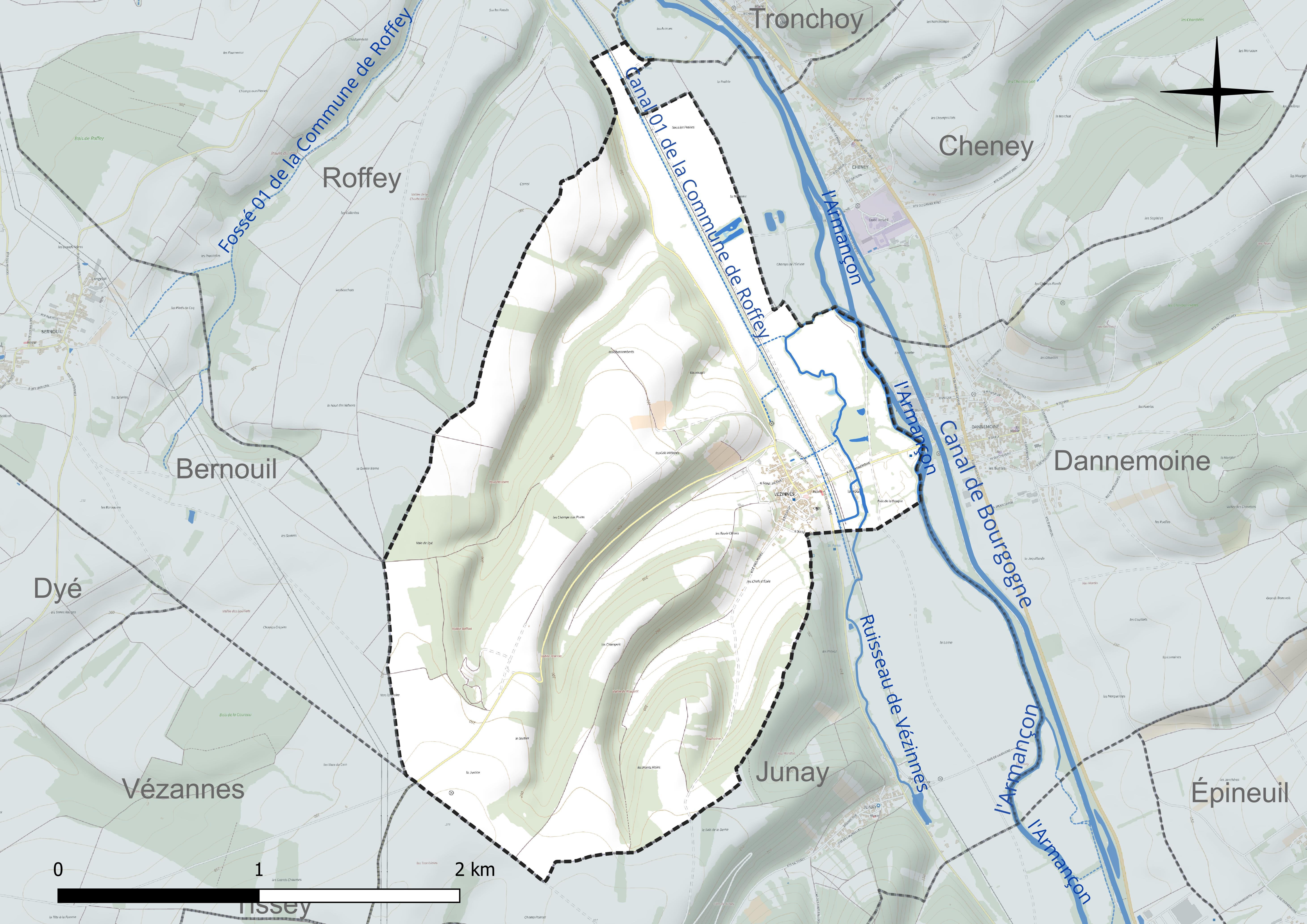
Carte hydrographique de la commune.

La commune est limitée à l'est par le lit de l'Armançon, un affluent en rive droite important de l'Yonne et donc un sous-affluent de la Seine.

### Climat
Pour des articles plus généraux, voir Climat de la Bourgogne-Franche-Comté et Climat de l'Yonne.
En 2010, le climat de la commune est de type climat océanique dégradé des plaines du Centre et du Nord, selon une étude du Centre national de la recherche scientifique s'appuyant sur une série de données couvrant la période 1971-2000. En 2020, Météo-France publie une typologie des climats de la France métropolitaine dans laquelle la commune est exposée à un climat océanique altéré et est dans la région climatique Lorraine, plateau de Langres, Morvan, caractérisée par un hiver rude (1,5 °C), des vents modérés et des brouillards fréquents en automne et hiver.
Pour la période 1971-2000, la température annuelle moyenne est de 10,7 °C, avec une amplitude thermique annuelle de 15,9 °C. Le cumul annuel moyen de précipitations est de 738 mm, avec 11,2 jours de précipitations en janvier et 7,8 jours en juillet. Pour la période 1991-2020, la température moyenne annuelle observée sur la station météorologique de Météo-France la plus proche, « Tonnerre Joudre », sur la commune de Tonnerre à 5 km à vol d'oiseau, est de 11,6 °C et le cumul annuel moyen de précipitations est de 742,9 mm. 
La température maximale relevée sur cette station est de 41,2 °C, atteinte le 25 juillet 2019 ; la température minimale est de −16,6 °C, atteinte le 20 décembre 2009,,.
Les paramètres climatiques de la commune ont été estimés pour le milieu du siècle (2041-2070) selon différents scénarios d'émission de gaz à effet de serre à partir des nouvelles projections climatiques de référence DRIAS-2020. Ils sont consultables sur un site dédié publié par Météo-France en novembre 2022.

## Urbanisme

### Typologie
Au 1er janvier 2024, Vézinnes est catégorisée commune rurale à habitat dispersé, selon la nouvelle grille communale de densité à sept niveaux définie par l'Insee en 2022.
Elle est située hors unité urbaine. Par ailleurs la commune fait partie de l'aire d'attraction de Tonnerre, dont elle est une commune de la couronne,. Cette aire, qui regroupe 38 communes, est catégorisée dans les aires de moins de 50 000 habitants,.

### Occupation des sols

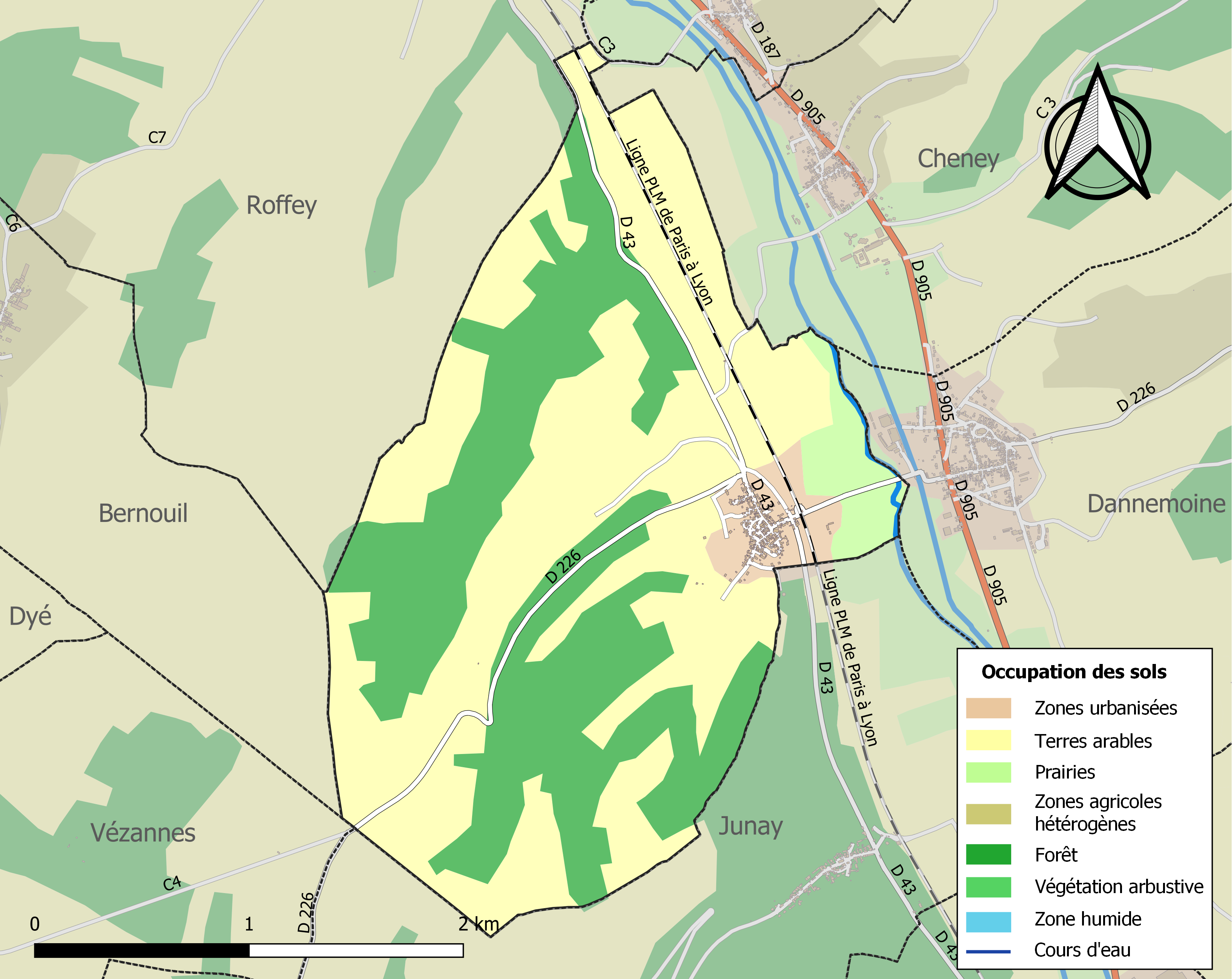
Carte des infrastructures et de l'occupation des sols de la commune en 2018 (CLC).

L'occupation des sols de la commune, telle qu'elle ressort de la base de données européenne d’occupation biophysique des sols Corine Land Cover (CLC), est marquée par l'importance des territoires agricoles (58,7 % en 2018), en diminution par rapport à 1990 (62,7 %).
La répartition détaillée en 2018 est la suivante : 
terres arables (54,7 %), forêts (37 %), zones urbanisées (4,3 %), prairies (4 %).

### Habitat et logement
En 2021, le nombre total de logements dans la commune était de 109, alors qu'il était de 110 en 2016 et de 106 en 2011.
Parmi ces logements, 70,8 % étaient des résidences principales, 16 % des résidences secondaires et 13,2 % des logements vacants. Ces logements étaient pour 97,2 % d'entre eux des maisons individuelles et pour 2,8 % des appartements.
Le tableau ci-dessous présente la typologie des logements à Vézinnes en 2021 en comparaison avec celle de l'Yonne et de la France entière. Une caractéristique marquante du parc de logements est ainsi une proportion de résidences secondaires et logements occasionnels (16 %) supérieure à celle du département (10,6 %) et à celle de la France entière (9,7 %).
| Typologie                                               | Vézinnes | Yonne | France entière |
| ------------------------------------------------------- | -------- | ----- | -------------- |
| Résidences principales (en %)                           | 70,8     | 77,5  | 82,2           |
| Résidences secondaires et logements occasionnels (en %) | 16       | 10,6  | 9,7            |
| Logements vacants (en %)                                | 13,2     | 11,8  | 8,1            |

### Voies de communication et transports

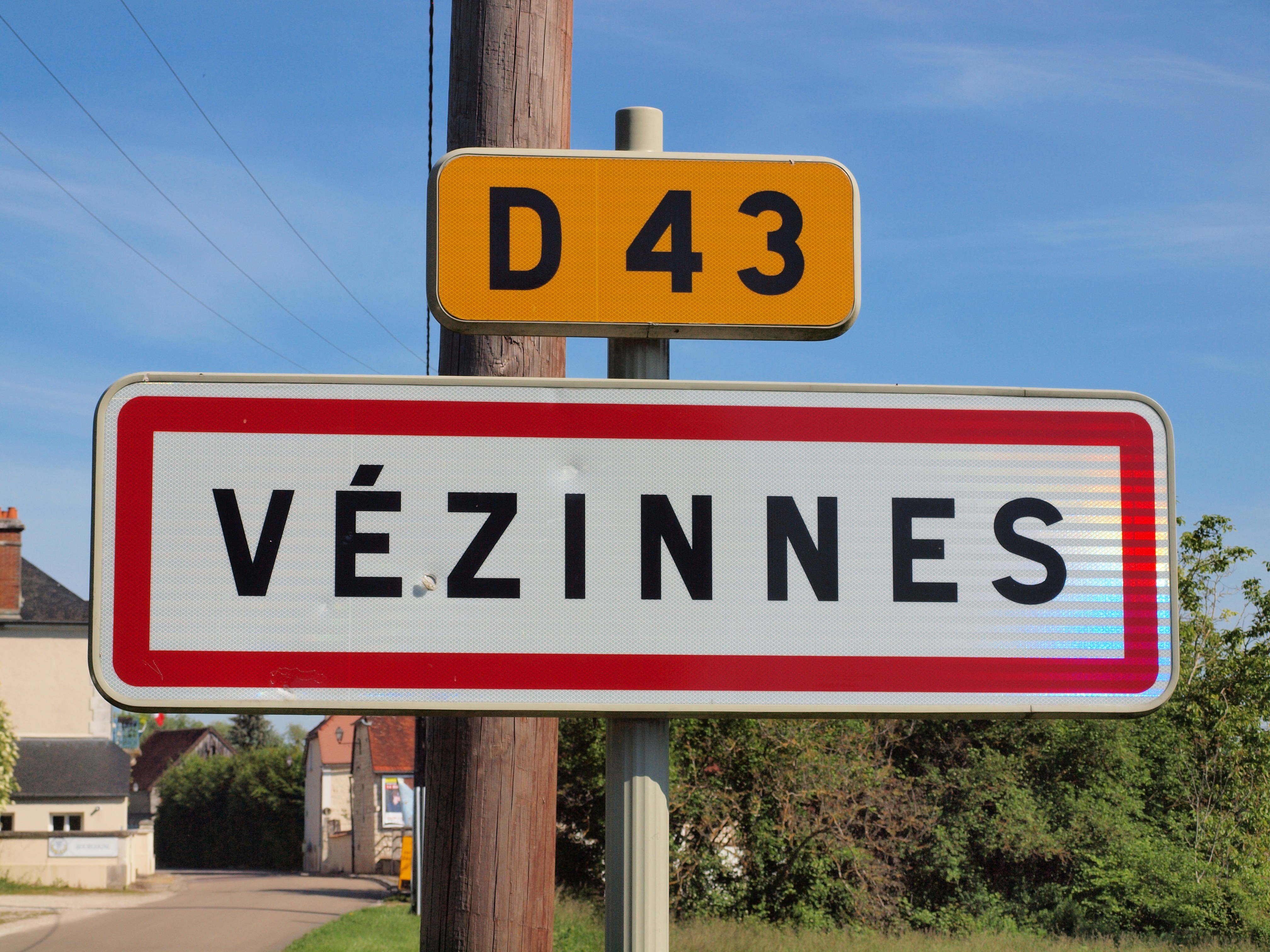

Vézinnes est aisément accessible depuis l'ancienne route nationale 5, qui passe sur la rive opposée de l'Armonçon à Dannemoine
La principale route qui dessert la commune est la RD 43, qui relie Vergigny et Saint-Florentin à Tonnerre.
L'est du territoire communal est traversé par la ligne de Paris-Lyon à Marseille-Saint-Charles, mais la station de chemin de fer la plus proche est la gare de Tonnerre desservie par des trains du réseau TER Bourgogne-Franche-Comté des relations Paris-Bercy - Dijon-Ville et Auxerre-Saint-Gervais (ou Laroche - Migennes) - Dijon-Ville. En 2018, deux des quatre derniers passages à niveau du département  gardés par du personnel SNFC se trouvent à Vézinnes. Le remplacement par un dispositif automatique à quatre barrières a été décidé.

## Politique et administration

La mairie.

### Rattachements administratifs et électoraux

#### Rattachements administratifs
La commune se trouve depuis 1926 dans l'arrondissement d'Avallon du département de l'Yonne.
Après avoir été de 1793 à 1801 le chef-lieu d'un éphémère canton de Vezinnes, elle faisait partie depuis lors du canton de Tonnerre. Dans le cadre du redécoupage cantonal de 2014 en France, cette circonscription administrative territoriale a disparu, et le canton n'est plus qu'une circonscription électorale.

#### Rattachements électoraux
Pour les élections départementales, la commune fait partie depuis 2014 du canton du Tonnerrois.
Pour l'élection des députés, elle fait partie de la deuxième circonscription de l'Yonne.

### Intercommunalité
Vézinnes était membre de la communauté de communes du Tonnerrois, un établissement public de coopération intercommunale (EPCI) à fiscalité propre créé fin 2000 et auquel la commune avait transféré un certain nombre de ses compétences, dans les conditions déterminées par le code général des collectivités territoriales.
Conformément aux prescriptions de la loi de réforme des collectivités territoriales du 16 décembre 2010, qui a prévu le renforcement et la simplification des intercommunalités et la constitution de structures intercommunales de grande taille, celle-ci a fusionné avec sa voisine pour former, le 1er janvier 2014, la communauté de communes Le Tonnerrois en Bourgogne, dont est désormais membre la commune.

### Liste des maires
| Période                                  | Période                         | Identité              | Étiquette | Qualité                   |
| ---------------------------------------- | ------------------------------- | --------------------- | --------- | ------------------------- |
| Les données manquantes sont à compléter. |                                 |                       |           |                           |
|                                          |                                 |                       |           |                           |
| 1892                                     | 1900                            | François Lavergne     |           |                           |
| 1900                                     | 1908                            | Jean-Baptiste Boiteux |           |                           |
| 1908                                     | 1919                            | Pierre Bellier        |           |                           |
| 1919                                     | 1926                            | Louis Moreau          |           |                           |
| 1926                                     | 1944                            | Adolphe Hugot         |           |                           |
| 1944                                     | 1953                            | Louis Villevaudet     |           |                           |
| 1953                                     | 1977                            | Marcel Beau           |           |                           |
| 1977                                     | 1983                            | Maurice Lavergne      |           |                           |
| 1983                                     |                                 | Jean-Claude Chaise    |           |                           |
|                                          |                                 |                       |           |                           |
|                                          | 2014                            | André Masse           |           |                           |
| 2014                                     | 2022                            | Micheline Borghi,     |           | Employée retraitée        |
| février 2023                             | 2024                            | Pascal Soehnlen       |           | Technicien Démissionnaire |
| septembre 2024                           | En cours (au 16 septembre 2024) | Philippe Pacault      |           |                           |

## Population et société

### Démographie
L'évolution du nombre d'habitants est connue à travers les recensements de la population effectués dans la commune depuis 1793. Pour les communes de moins de 10 000 habitants, une enquête de recensement portant sur toute la population est réalisée tous les cinq ans, les populations de référence des années intermédiaires étant quant à elles estimées par interpolation ou extrapolation. Pour la commune, le premier recensement exhaustif entrant dans le cadre du nouveau dispositif a été réalisé en 2006.

En 2022, la commune comptait 157 habitants, en évolution de −2,48 % par rapport à 2016 (Yonne : −1,95 %, France hors Mayotte : +2,11 %).
| 1793 | 1800 | 1806 | 1821 | 1831 | 1836 | 1841 | 1846 | 1851 |
| ---- | ---- | ---- | ---- | ---- | ---- | ---- | ---- | ---- |
| 423  | 445  | 425  | 424  | 460  | 381  | 380  | 390  | 384  |

| 1856 | 1861 | 1866 | 1872 | 1876 | 1881 | 1886 | 1891 | 1896 |
| ---- | ---- | ---- | ---- | ---- | ---- | ---- | ---- | ---- |
| 352  | 305  | 322  | 304  | 304  | 301  | 315  | 285  | 282  |

| 1901 | 1906 | 1911 | 1921 | 1926 | 1931 | 1936 | 1946 | 1954 |
| ---- | ---- | ---- | ---- | ---- | ---- | ---- | ---- | ---- |
| 272  | 238  | 227  | 234  | 193  | 185  | 185  | 190  | 229  |

| 1962 | 1968 | 1975 | 1982 | 1990 | 1999 | 2006 | 2011 | 2016 |
| ---- | ---- | ---- | ---- | ---- | ---- | ---- | ---- | ---- |
| 189  | 155  | 169  | 180  | 185  | 167  | 166  | 180  | 161  |

| 2021 | 2022 | - | - | - | - | - | - | - |
| ---- | ---- | - | - | - | - | - | - | - |
| 157  | 157  | - | - | - | - | - | - | - |

## Lieux et monuments
- Le château de Vézinnes ou château des Stuart  Inscrit MH (1962, Les façades et les toitures des deux petits pavillons)[23], édifié pour Jean Stuart, capitaine de la Garde écossaise en  1540. Détruit et reconstruit au XIXe siècle, il en subsiste deux pavillons[24]

- Église Saint-Nicolas de Vézinnes, dont les deux portails du XIIe siècle ont été restaurés[24].

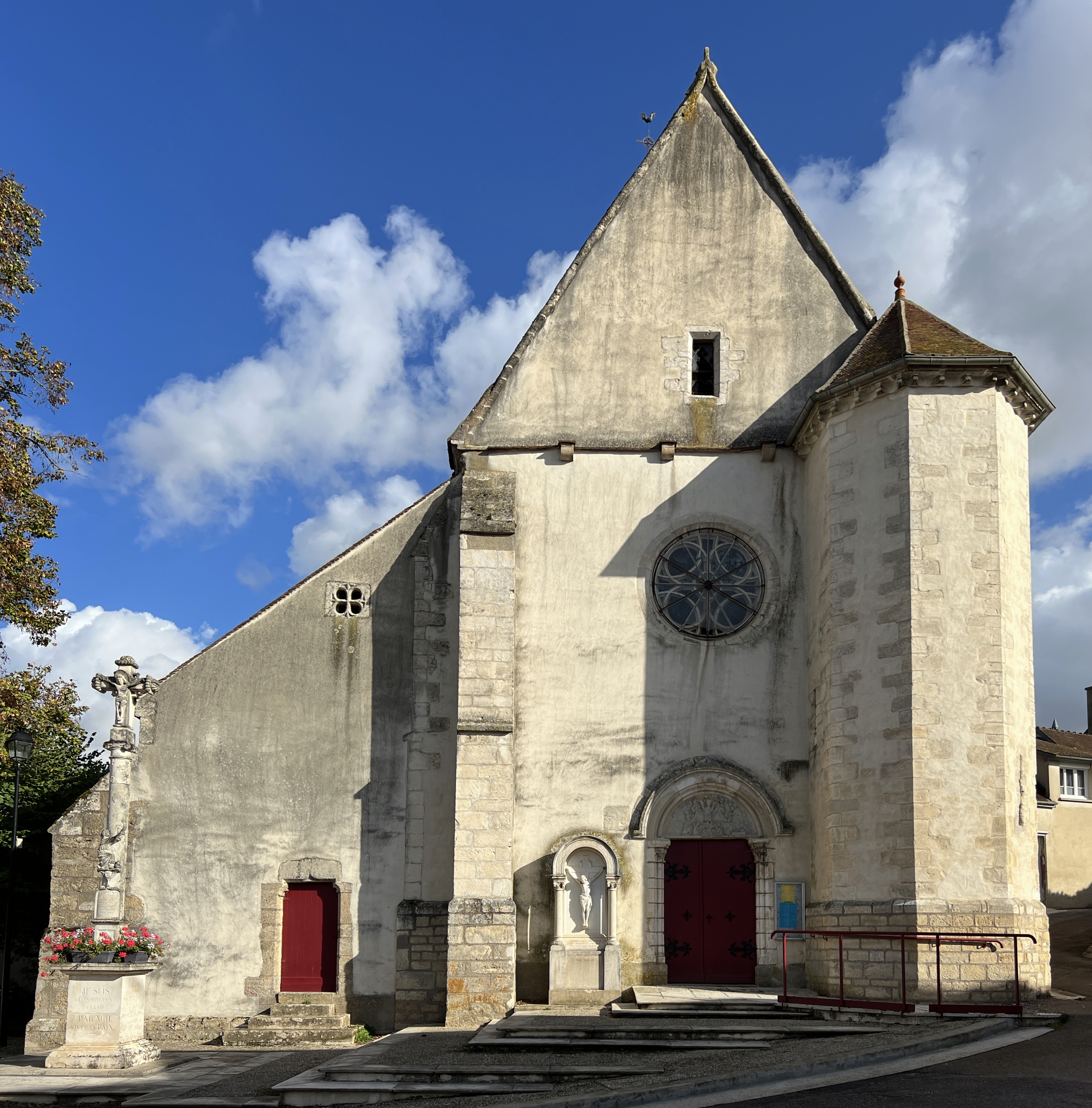
Église Saint-Nicolas...
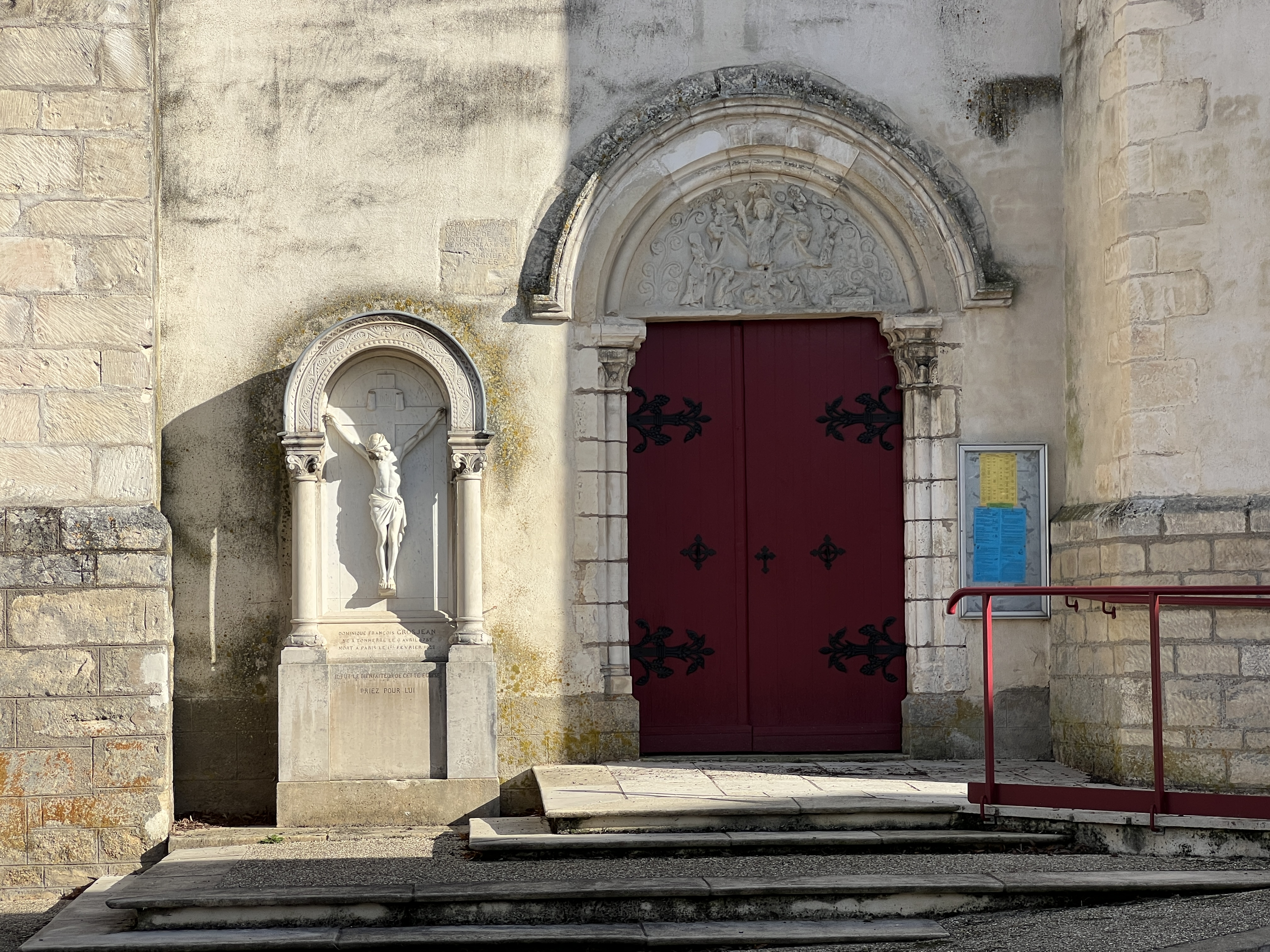
... et son portail.
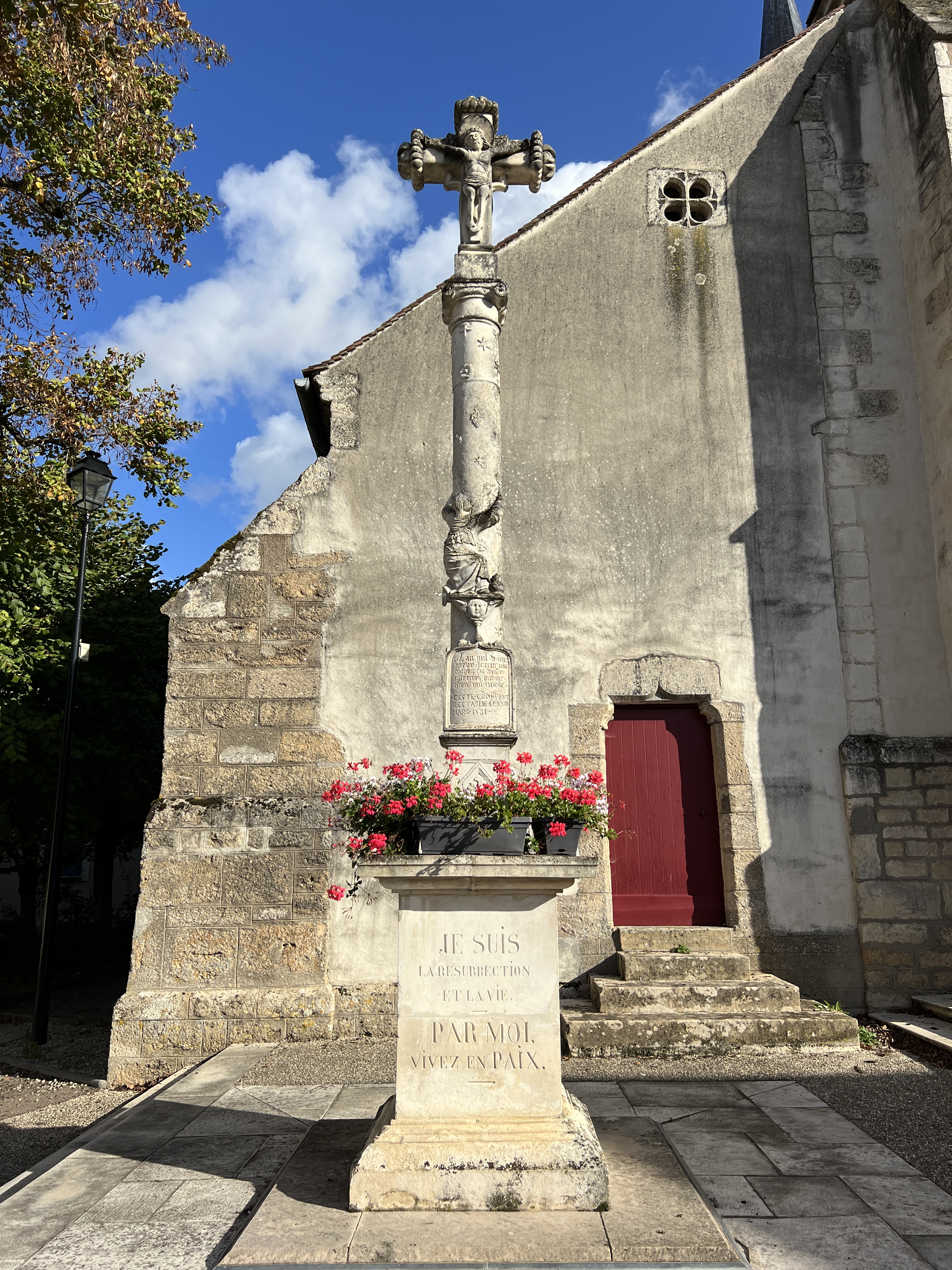
Croix, place de l'église.
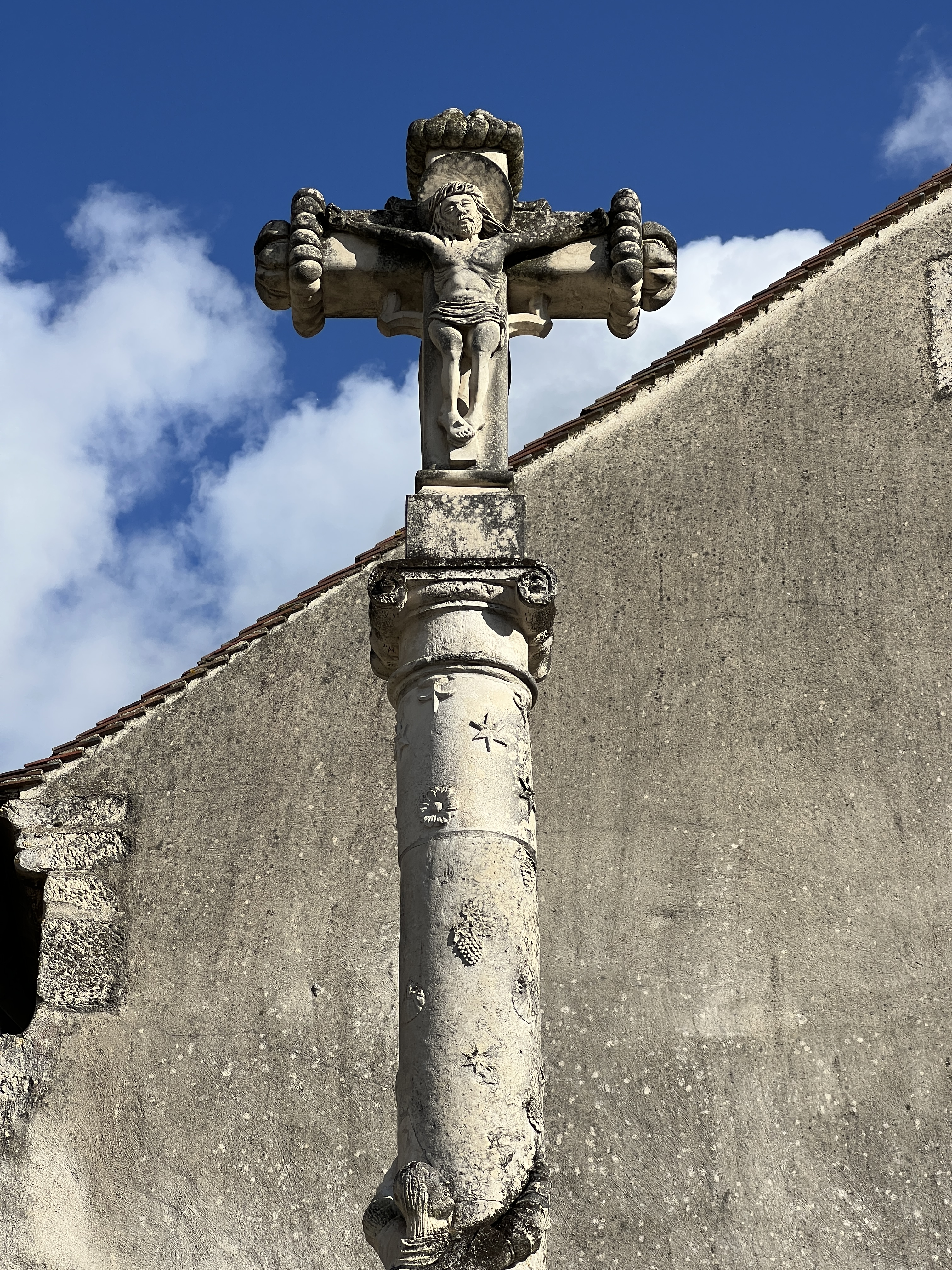
Détail de cette croix.
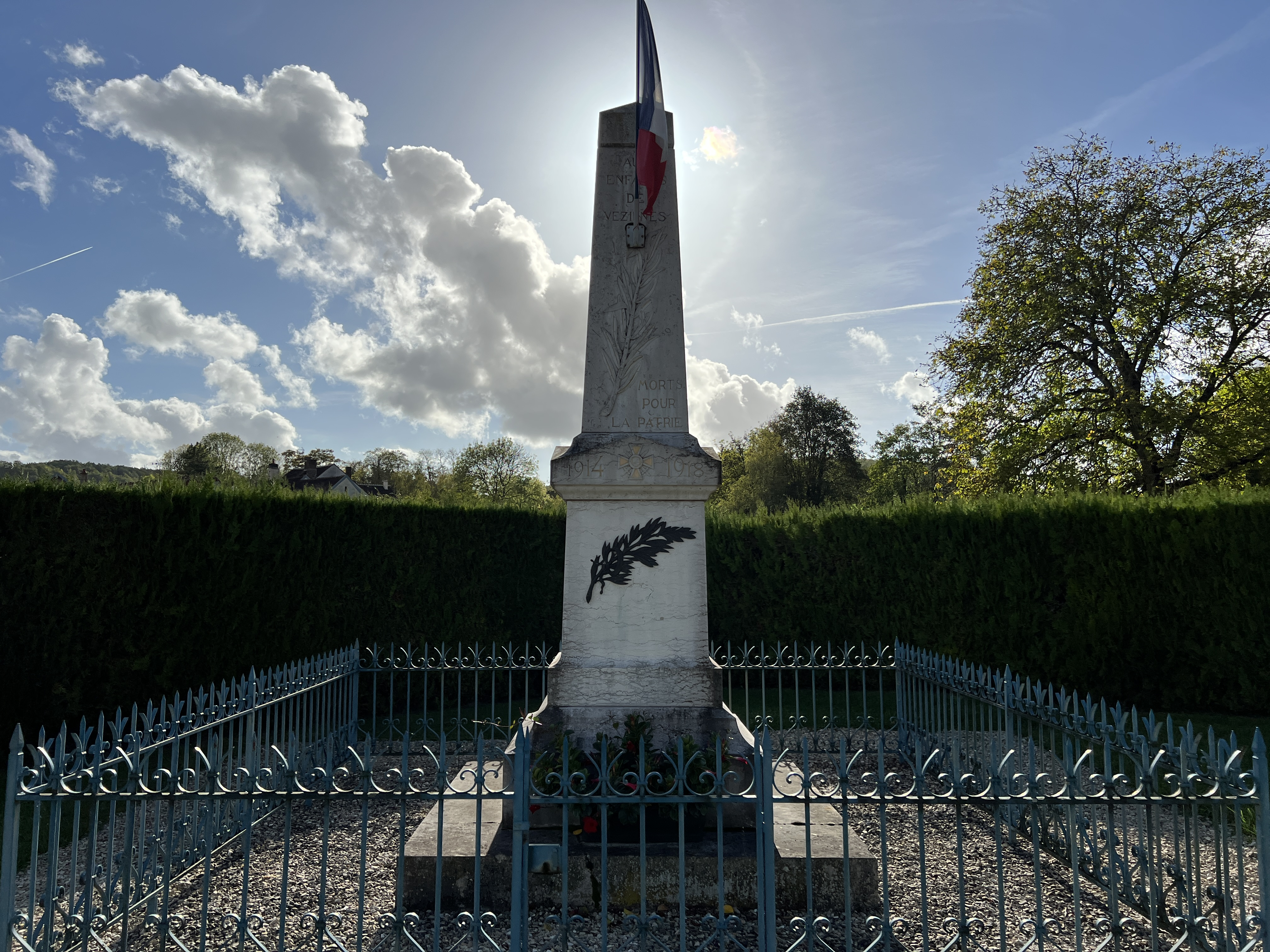
Le monument aux morts.

## Personnalités liées à la commune
- Éric Poindron (1966- ), écrivain, éditeur, critique, animateur d'atelier d'écriture et de création littéraire (université de Reims Champagne-Ardenne), plasticien, créateur et scénographe d'exposition, habite dans la commune[25].
- Pierre Maraval, artiste, peintre, écrivain, plasticien, créateur et scénographe d'exposition, habite dans la commune[26] et auteur de l'œuvre « L'Avenir nous regarde », une sculpture/installation, à l'entrée du village au lieu-dit « La Noue ». Source : https://www.letonnerroisenbourgogne.fr/Actualites/Rencontre-avec-Pierre-Maraval-Tonnerre-x-1-000
- Anne-Laure Buffet, Thérapeute, spécialiste des violences intrafamiliales, conférencière et autrice de plusieurs livres à succès, habite et exerce dans la commune.  (Source : https://www.lyonne.fr/tonnerre-89700/actualites/les-memes-rouages-qu-une-secte-quand-la-famille-devient-poison_14476524/)
- Marc Dufaud (1966-), Cinéaste, réalisateur, écrivain et rédacteur de plusieurs magazines, habite dans la commune.  (Source : https://www.lyonne.fr/vezinnes-89700/loisirs/marc-dufaud-un-passager-des-annees-90_14696311/)